# کوه بو ناسور
کوه بو ناسور (به فرانسوی: Djebel Bou Naceur) یک کوه در مراکش است که در استان بولمان واقع شده‌است. کوه بو ناسور ۳٬۳۴۰ متر بالاتر از سطح دریا واقع شده‌است.